# Rebecca Saunders
Rebecca Saunders, née le 19 décembre 1967 dans le Grand Londres, est une compositrice britannique de musique classique contemporaine.

## Biographie
Née dans le Grand Londres, Rebecca Saunders étudie le violon puis fait des études de musique à l'université d’Édimbourg. Elle étudie la composition auprès de Wolfgang Rihm à la Musikhochschule de Karlsruhe entre 1991 et 1994, puis à Édimbourg auprès de Nigel Osborne de 1994 à 1997.
En 1996, elle reçoit le prix d'encouragement (Förderpreis) du Prix Ernst-von-Siemens. En 2009, elle est nommée membre de l'Académie des arts de Berlin. 
Elle donne des cours à l'académie d'été de Darmstadt. Depuis 2011, elle enseigne la composition à la Hochschule für Musik, Theater und Medien Hannover.
Elle travaille en particulier sur les rapports entre le son et l'espace, notamment avec Chroma, une installation à la Tate Modern en 2003, et Yes, représenté à la Kammermusiksaal de la Philharmonie de Berlin et à l'Église Saint-Eustache à Paris en 2017.

## Œuvres
- Behind the Velvet Curtain (1991–1992), pour trompette, harpe, piano et violoncelle
- Trio (1992), pour clarinette, violoncelle et piano
- Mirror, mirror on the wall (1993–1994), pour piano
- The Under Side of Green (1994), pour clarinette, violon et piano
- Molly's Song 1—crimson (1995), pour douze solistes, métronome, sifflet, boîte à musique et chef d'orchestre
- Molly's Song 2—a shade of crimson (1995), pour voix, alto, flûte, guitare à cordes d'acier et radios à ondes courtes
- Molly's Song 3—shades of crimson (1995), pour flûte alto, alto, guitare à cordes d'acier, quatre radios et boîte à musique
- Duo (1996), pour violon et piano
- Into the Blue (1996), pour clarinette, basson, violoncelle, contrebasse, piano et percussion
- dichroic seventeen (1996), pour piano, deux percussionnistes, deux contrebasses, accordéon et guitare électrique
- G et E on A (1996–1997), pour orchestre et 27 boîtes à musique
- String Quartet (1997)
- QUARTET (1998), pour piano, B-flat clarinette/bass clarinette, contrebasse et accordéon
- cinnabar (1999), pour violon, trompette et ensemble
- duo four – two exposures (2000–2001), pour solo trompette, solo percussion et orchestre
- albescere (2001), pour douze instruments et cinq voix
- Chroma (I–XIX) (2003–2013), pour douze à seize joueurs
- vermilion (2003), pour clarinette, guitare électrique et violoncelle
- insideout (2003), pour bois, cuivres, timbales, percussion, piano, cordes, accordéon, guitare électrique — musique pour l'installation chorégraphiée par Sasha Waltz
- blaauw (2004), pour double-bell trompette
- Choler (2004), pour piano duo
- Blaauw (2004), pour double-bell trompette
- Miniata (2004), pour accordéon, piano, chœur et orchestre
- Crimson (2004–2005), pour piano
- Fury I (2005), pour contrebasse
- Blue et Gray (2005), pour deux contrebasses
- rubricare (2005), pour cordes et orgue
- rubricare (2005), pour orchestre à cordes baroque
- A Visible Trace (2006), pour sept solistes et chef
- Traces (2006–2009), pour orchestre
- Soliloquy (2007), pour six voix a cappella
- Stirrings Still I (2007), pour flûte alto, hautbois, clarinette, piano et cymbale antique
- Stirrings Still II (2008), pour six musiciens : flûte alto, hautbois, clarinette in A, crotales, piano et contrebasse
- Company (2008), pour contre-ténor, trompette, violoncelle, accordéon et guitare électrique
- Disclosure (2008), pour cinq musiciens : clarinette basse (doubling clarinette), trompette, trombone, piano et violon
- murmurs (2009), Collage pour dix musiciens
- Fury II (2010), Concert pour contrebasse et ensemble
- To et fro (2010), pour violon et hautbois
- Stratum (2010), pour orchestre
- Stasis I (2011), a special collage pour 16 solistes
- Stasis collective (2011–2016), a special collage pour 23 musiciens
- Stasis II (2011–2014), quartet pour trompette, hautbois, percussion et piano
- Caerulean (2011), pour clarinette basse
- Dialogue (2011), pour alto et percussion
- Neither (2011), pour 2 double bell trumpets
- Stirrings (2011), pour neuf musiciens : flûte alto, clarinette en la (boehm system), hautbois, crotales (top octave with 2 violoncelle bows), piano (grand), harpe, violon, violoncelle (IV scordatura), contrebasse (à cinq cordes, V scordatura)
- Still (2011), pour violon solo et orchestre
- Ire (2012), Concerto pour violoncelle, cordes et percussion
- Fletch (2012), pour string quartet
- Shadow (2013), pour piano
- ...of waters making moan (2013), pour accordéon
- Solitude (2013), pour violoncelle
- Stasis II (2013), quartet pour trompette, hautbois, percussion et piano
- Void (2013–2014), pour deux percussionnistes et orchestre de chambre
- Alba (2014), pour trompette et orchestre
- Six pour AK (2015), pour 2 percussionnistes, piano (2 musiciens), guitare (cordes acier) et harpe
- White (2015, revised 2016), pour double bell trompette solo
- Skin (2016), pour soprano et ensemble
- Myriad (2015–2016) sound installation of 2.464 identical musical box mechanisms

## Récompenses et distinctions
- Prix de musique de chambre de la Royal Philharmonic Society en 2008,
- Prix GEMA Deutscher Musikautorenpreis en 2010,
- Prix Mauricio Kagel en 2015.